# Simulium akopi
Simulium akopi är en tvåvingeart som beskrevs av Chubareva och Kachvoryan 2000. Simulium akopi ingår i släktet Simulium och familjen knott.
Artens utbredningsområde är Armenien. Inga underarter finns listade i Catalogue of Life.